# Iglesia de Santiago Apóstol (Begíjar)
La iglesia parroquial de Santiago Apóstol de Begíjar (Provincia de Jaén, España) inició su proceso constructivo en el siglo XIII y se concluyó en el XVII, aunque la fábrica primitiva ha desaparecido prácticamente como consecuencia de las múltiples restauraciones.
Durante los siglos XIV y XV se seguirán dictámenes góticos. Pero el proyecto definitivo se llevó a cabo a lo largo XVI con caracteres renacentistas.
La escena urbana se ha configurado alrededor de la iglesia, que ha actuado como eje centralizador hasta bien entrado el siglo XX. Hoy es centro de la vida pública, que ha mantenido el tránsito poblacional hacia un centro histórico cada vez más despoblado.

## Exterior de la Iglesia

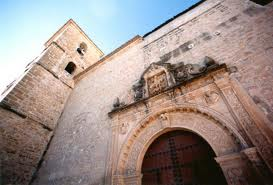
Pórtico de la iglesia

En su aspecto exterior, de una grandiosidad austera, predomina el muro sobre los vanos, y su torre tiene planta cuadrada, con basamento y cuatro cuerpos separados con moldura, aunque no alcanza la altura que proporcionalmente le correspondería en relación con el volumen del resto del edificio. Uno de los elementos más característicos es la portada, de finales del siglo XVI, con arco de medio punto, abundante decoración de grutescos, medallones de San Pedro y San Pablo y escudos episcopales, y rematada por un relieve de Santiago Matamoros en hornacina con frontón triangular que contiene, a su vez, otro relieve que representa a Dios Padre.
Consta de tres puertas: la principal, la falsa y la antigua. Pose también un balcón renacentista, situado entre la puerta falsa y desde el cual se solían mostrar reliquias.

## Interior de la Iglesia

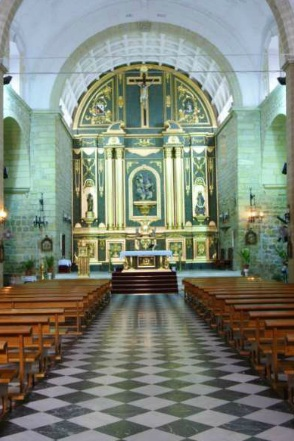
Interior

Su interior consta de una amplia nave con tramos de arcos fajones, cubierta a principios del siglo XVII por bóvedas de medio cañón, en tanto que el presbiterio se cubre con bóveda de cañón con casetones. Destaca el camarín barroco del Cristo de la Vera Cruz, de base cuadrada, enmarcado por columnas salomónicas, con una gran ventana que lo ilumina, bóveda ochavada y profusa decoración vegetal de frutas complementada con querubines, evangelistas y alegorías de la vida y muerte de Cristo.
El altar mayor es de planta cuadrangular, se resuelve arquitectónicamente con una bóvedas con casetones, propias del renacimiento. Probablemente sea obra de Andrés de Vandelvira.
La bóvedas de la planta principal fueron realizadas entre 1610 y 1615 por el constructor Juan Pulido Carvajal, bajo el mandato del obispo Don Sancho Dávila y Toledo.
La decoración es del siglo XVII. En cuanto la autoría, posiblemente se encuentre en un entorno de la oleada de estuquistas y pintores italianos venidos a España para la realización de El Escorial. La decoración se desarrolla en torno a temas geométricos, formas acupaladas, veneras, el sol y la luna, las inscripciones de Ave María y Jesús y heráldicas. La capilla bautismal es del siglo XV y es el segundo lugar más importante del templo.
Además es la iglesia más grande de la Provincia de Jaén de una sola nave.
El camarín
-Primer tercio del siglo XVIII.

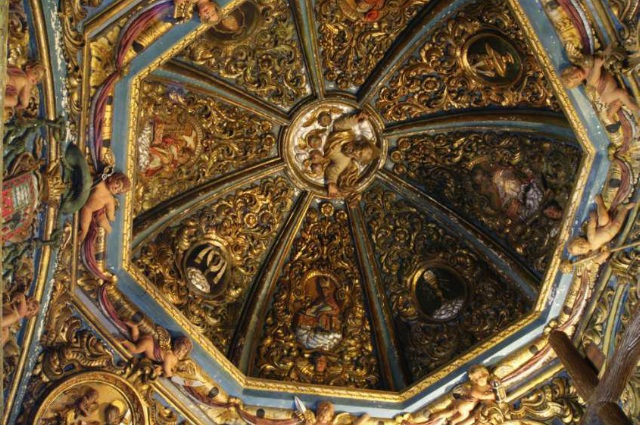
Camarín Barroco

-Probablemente de Hurtado izquierdo .
-Estilo bárroco.
-Bóveda ochovada.
-Consta de dos cuerpos o plantas.
-En otros tiempos en su cuerpo bajo ofrecía una capilla funeraria.

## La torre del Campanario
Del siglo XVI, fue construida entre 1523 y 1525. Es de planta cuadrangular. Está dividida en cuatro cuerpos y tiene unos 25 metros de altura.

## Leyenda
Se dice que existe un pasadizo que comunica la iglesia parroquial con el castillo .
- Datos: Q5398700